# Huitongda Network
Huitongda Network Company Limited («Хуэйтунда Нетворк», сокращённо HTD) — китайская компания, оказывающая деловые услуги в области логистики, розничной торговли и электронной коммерции (в том числе через свой сайт HTD Mall).

## История
Компанию основали в декабре 2010 года бизнесмены Сюй Сюсянь и Ван Цзяньго, сделавшие ставку на электронную коммерцию в сельской местности. В 2018 году Alibaba Group потратила 717 млн долларов на покупку акций Huitongda Network. В феврале 2022 года Huitongda Network провела первичное публичное предложение на Гонконгской фондовой бирже.

## Деятельность
Huitongda Network управляет цепями поставок для предприятий розничной торговли, через свои торговые и сервисные онлайн-платформы предоставляет услуги облачных вычислений (в том числе маркетинговое программное обеспечение по подписке), а также услуги прямых продаж, транзакций, согласования сделок и послепродажной поддержки. Бизнес-модель компании ориентирована на оптовые закупки товаров у поставщиков, а затем распространение этих товаров среди своих партнеров, в том числе мелких магазинов. Конечными клиентами являются потребители в сельской местности, которым предлагается широкий ассортимент товаров по низким ценам или с большими скидками.
По состоянию на конец сентября 2021 года партнёрская сеть Huitongda Network насчитывала 10 тыс. поставщиков и более 160 тыс. розничных магазинов, подключённых к платформе электронной коммерции; деловое присутствие компании распространялось на 21 провинцию и более чем 20 тыс. мелких и средних округов, уездов и районов. Huitongda Network имела более 175 тыс. SKU и обслуживала более 300 млн сельских потребителей.
По итогам 2022 года основные продажи Huitongda Network пришлись на коммерцию (98,9 %) и услуги (1 %). Единственным рынком сбыта являлся Китай (100 %). Около 80 % оборота компании приходится на бытовую технику, потребительскую электронику и сельскохозяйственное оборудование; остальное — на семена, удобрения, инструменты, строительные материалы, транспортные средства, солнечные панели, ветряные генераторы, мебель, моющие средства, продукты и напитки.
Основным конкурентом Huitongda Network на китайском рынке является платформа Pinduoduo.

## Акционеры
Крупнейшими акционерами Huitongda Network являются Ван Цзяньго (21,92 %), Alibaba Group (13,82 %), Сюй Сюсянь (10,15 %), Ван Цзянь (4,13 %), SDIC Chuangyi Industry Fund Management (3,84 %), Five Star Holdings Group (1,66 %), China Asset Management (0,87 %), Fullgoal Fund Management (0,67 %), Ли Вэй (0,41 %) и Hwabao WP Fund Management (0,12 %).